# Malowijebamani
Malowijebamani war ein nubischer König, der eventuell im 5. vorchristlichen Jahrhundert regierte.
Malowijebamani ist von seiner Pyramide Nu 11 in Nuri bekannt. Seine Totenstele, die sicherlich bei der Pyramide aufgestellt worden war, fand sich wiederverbaut in einer christlichen Kirche. Von Malowijebamani gibt es einen Altar aus Granit, der sich beim Berg Barkal fand und es gibt von ihm beschriftete Blöcke aus Sanam, die sicherlich von einem Tempelbau stammen.
Mit Malowijebamani endet eine Phase der nubischen Geschichte, deren Herrscher nur sehr schlecht belegt sind. Von Malowijebamani und den folgenden Herrscher gibt es wieder mehr Monumente. Malowijebamani ist der Vater von Arikamaninote und Talachamani.

## Titel
- Eigenname: Malowijebamani
- Thronname: Cheperkare